# Lőrinc Galgóczi
Lőrinc Galgóczi (født 24. september 1911) var en ungarsk udendørshåndboldspiller som deltog under Sommer-OL 1936.
Han var en del af det ungarske udendørshåndboldhold, som kom på en fjerdeplads i den olympiske turnering. Han spillede tre kampe.